# Picot ros

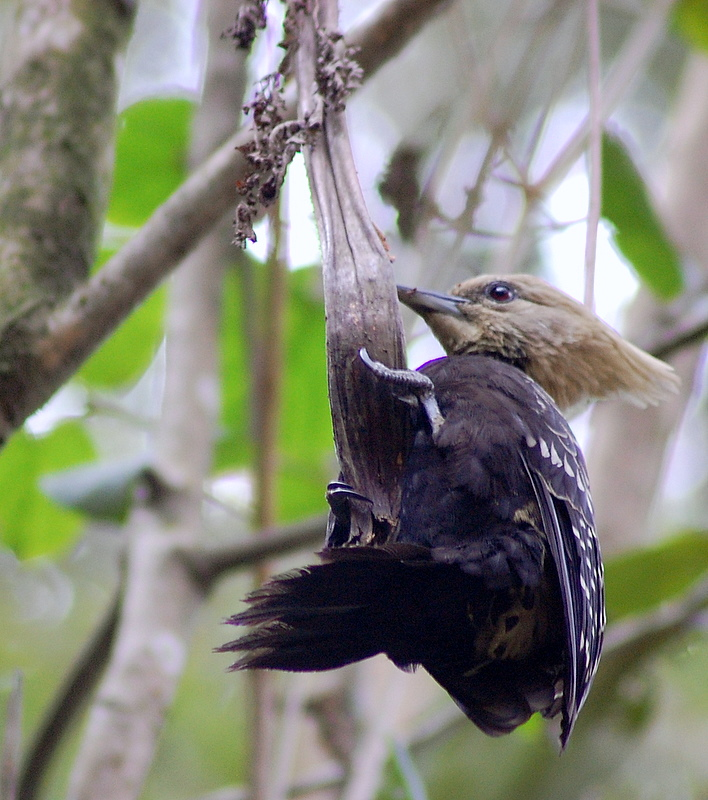
Femella

El picot ros  (Celeus flavescens) és una espècie d'ocell piciforme de la família dels picots (Picidae). Es distribueix a través de l'est del Brasil, sud de la Selva amazònica en Rio Grande do Sul, el Paraguai i (Misiones) Argentina. Es troba en una bona varietat d'hàbitats, des de la selva humida fins a la sabana.
La característica més cridanera és la cresta rossa que contrasta amb la resta de les parts superiors que són negres amb ratlles o pintes blanques, les parts inferiors totalment negres. El mascle té una ratlla malar vermella, mentre que la de la femella és negra.
S'alimenta principalment de formigues i tèrmits encara que també ho fa de fruita i fruita seca. Fa els seus nius en arbres i en nius de tèrmits anomenats comunament termiters.
És una espècie que té 23 cm de llarg, molt semblant al picot lúgubre (Celeus lugubris) amb la qual és al·lopàtrica.